# 32025 Karanjerath
32025 Karanjerath è un asteroide della fascia principale. Scoperto nel 2000, presenta un'orbita caratterizzata da un semiasse maggiore pari a 2,3019275 UA e da un'eccentricità di 0,1578690, inclinata di 5,22230° rispetto all'eclittica.